# Gare de Fontenoy-sur-Moselle
La gare de Fontenoy-sur-Moselle est une gare ferroviaire française de la ligne de Noisy-le-Sec à Strasbourg-Ville (Paris – Strasbourg), située sur le territoire de la commune de Fontenoy-sur-Moselle, dans le département de Meurthe-et-Moselle, en région Grand Est.
Elle est mise en service en 1852 par la Compagnie du chemin de fer de Paris à Strasbourg qui devient la Compagnie des chemins de fer de l'Est en 1854. C'est une halte ferroviaire de la Société nationale des chemins de fer français (SNCF) desservie par des trains TER Grand Est.

## Situation ferroviaire
Établie à 202 m d'altitude, la gare de Fontenoy-sur-Moselle est située au point kilométrique (PK) 328,138 de la ligne de Noisy-le-Sec à Strasbourg-Ville, entre les gares de Toul et de Liverdun.

## Histoire
La station de Fontenoy est mise en service le 19 juin 1852 par la Compagnie du chemin de fer de Paris à Strasbourg, lorsqu'elle ouvre à l'exploitation la section de Commercy à Frouard de sa ligne de Paris à Strasbourg.
Le bâtiment voyageurs date de 1852. Il s'agit d'un bâtiment de type 5 comportant deux ailes basses d'une seule travée.
En 1876, un pont à bascule de 15 tonnes est installé.
Sans utilité, depuis que la gare de Fontenoy-sur-Moselle a été rétrogradée au rang de halte sans personnel[Quand ?], le bâtiment voyageurs a été démoli. Une aile de l'ancienne gare a été conservée par la SNCF comme bâtiment de service.
De 2015 à 2024, selon les estimations de la SNCF, la fréquentation annuelle de la gare s'élève aux nombres indiqués dans le tableau ci-dessous.
| Année               | 2015  | 2016  | 2017  | 2018  | 2019  | 2020  | 2021  | 2022  | 2023  | 2024  |
| ------------------- | ----- | ----- | ----- | ----- | ----- | ----- | ----- | ----- | ----- | ----- |
| Nombre de voyageurs | 3 364 | 2 641 | 2 502 | 2 500 | 2 864 | 2 672 | 2 344 | 2 520 | 3 827 | 3 672 |

## Service des voyageurs

### Accueil
La halte est un point d'arrêt non géré (PANG) à accès libre.

### Desserte
Fontenoy-sur-Moselle est desservie par des trains TER Grand Est qui effectuent des missions entre les gares de Nancy-Ville et de Toul, ou de Bar-le-Duc.

### Intermodalité
Le stationnement des véhicules est possible à proximité.